# Hertsa-regionen
Hertsa-regionen, også kendt som Hertza-regionen (ukrainsk: Край Герца; rumænsk: Ținutul Herța), er en region omkring byen Hertsa i Tjernivtsi Raion i den sydlige del af Tjernivtsi oblast i det sydvestlige Ukraine, nær grænsen til Rumænien. Den har et  areal på omkring 304 km2, og  en befolkning på omkring 32.300 mennesker (i 2001), hvoraf 93% er etniske rumænere.

## Historie
Området er historisk set en del af Moldavien, og var et af de fem distrikter i Dorohoi. Efter Molotov-Ribbentrop-pagten af 23. august 1939 stillede Sovjetunionen den 26. juni 1940 et ultimatum til Rumænien, der truede med magtanvendelse. Den rumænske regering, som reagerede på det sovjetiske ultimatum, gik med til at trække sig tilbage fra områderne for at undgå en militær konflikt. Et par dage senere blev Bessarabien og det nordlige Bukovina besat af Sovjetunionen, og Hertsa-regionen blev knyttet til den ukrainske socialistiske sovjetrepublik. Da det ikke blev nævnt i ultimatummet, blev annekteringen af Hertsa-regionen ikke godkendt af Rumænien. Regionen (sammen med resten af Bessarabien og Bukovina) blev generobret af Rumænien i løbet af 1941 – 1944 i løbet af akseangrebet på Sovjetunionen i Anden Verdenskrig, indtil den Røde Hær erobrede det igen i 1944. Sovjetisk annektering af dette område blev internationalt anerkendt af Paris-fredstraktaterne i 1947.
Rumænien og Ukraine har underskrevet og ratificeret en grænseaftale og er underskrivere af internationale traktater og alliancer, der fordømmer territoriale krav. Rumænske organisationer i regionen anser Hertsa for at være historisk rumænsk, løsrevet fra den af Sovjetunionen i 1940 i strid med international lov. Korrespondenten for "Ny Region", Sergei Vulpe, rapporterede, med henvisning til Bukarest-avisen Ziua, den 17. april 2008 at Rumæniens præsident, Traian Băsescu havde udtalt, at hvis Ukraine ønsker at annektere Transnistrien, så skulle de vende tilbage til det sydlige Bessarabien (Budjak) og det nordlige Bukovina ( Tjernivtsi oblast, der omfatter Hertsa - regionen) til Moldova.